# Gasthaus Marienhölzung

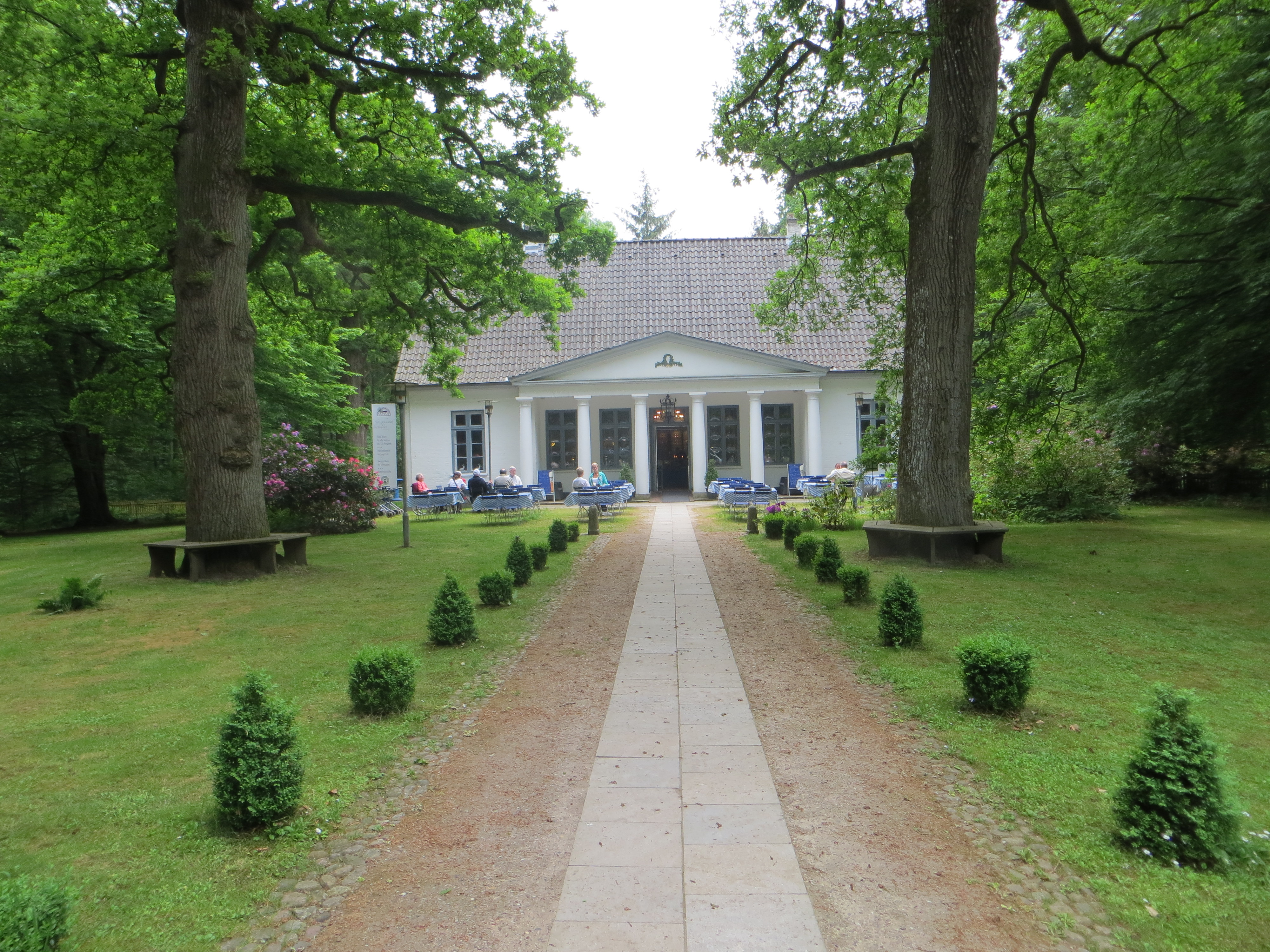
Vorderseite des Gasthauses Marienhölzung mit zugehörigen Gastgarten 2013

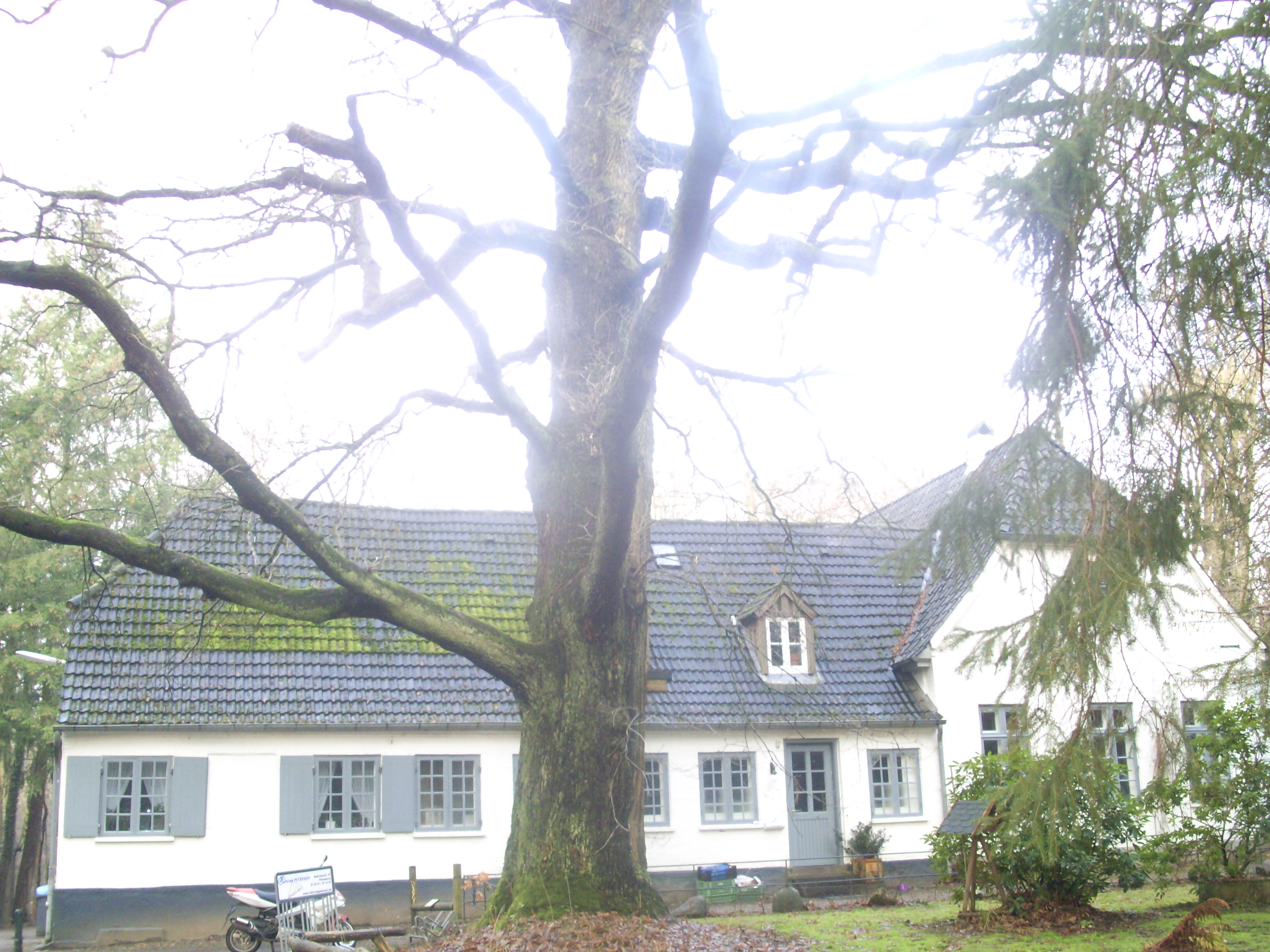
Südseite des Gasthauses um 2009

Das Gasthaus Marienhölzung in Flensburg-Westliche Höhe im Marienhölzungsweg 150 liegt inmitten der Marienhölzung, ist aber über die dortige asphaltierte Straße erreichbar. Es gehört zu den Kulturdenkmälern der Stadt.

## Hintergrund
Ursprünglich stand an der Stelle des Gasthauses eine Holzvogtei die um 1750, für den Holzvogt Hans Wesche, dem die Aufsicht über die Marienhölzung oblag, errichtet wurde. Diese Holzvogtei diente als Wohn- und Wirtschaftsgebäude sowie auch schon als eine kleine Gastwirtschaft. Ende des 18. Jahrhunderts setzte sich die Marienhölzung als ein Ausflugsziel der Flensburger durch. 1825/26 wurde durch den Zimmermann Berg und den Maurermeister Hochreuthen, möglicherweise nach Plänen von Axel Bundsen, das heutige Gasthaus für Ausflügler an besagter Stelle errichtet. Der eingeschossige Putzbau mit Halbwalmdach wurde im Stil des Klassizismus errichtet. Auf der Hauptfassadenseite befindet sich eine eingezogene, übergiebelte Säulenhallen, der sich im inneren ein Saal anschließt. Des Weiteren befinden sich im besagten Altbau noch zwei Kabinette. Durch neue Flügelanbauten, zur Nutzung als Wirtschaftsräume, erhielt das Gebäude später ein u-förmige Gestalt. Der Standort des Gasthauses zeichnet sich unter anderem durch den 200 Meter südöstlich vom Gasthaus gelegenen Schwanenteich aus, ebenfalls ein Ausflugsziel. Die Funktion der ehemaligen Holzvogtei als Wohn- und Wirtschaftsgebäude übernahm im Übrigen der ab 1850 entstandene Forsthof Marienhölzungsweg. 
Das Gasthaus Marienhölzung wurde in neuerer Zeit, aus geschichtlichen sowie künstlerischen Gründen und weil es als Kulturlandschaft prägend bewertet wurde, unter Denkmalschutz gestellt. Bis 2015 wurde das Gasthaus noch gastronomisch genutzt. Die Gastwirtschaft gehört seit 2018 dem Katharinenhospiz, das das Gasthaus in den nächsten Jahren für den Kinder- und Jugendhospizdienst nutzen will.